# الفضل السيناني
أبو عبد الله الفضل بن موسى المروزي السيناني، وسينان: قرية من أعمال مرو. (115 هـ - 192 هـ)، من أئمة ورواة الحديث وهو ثقة ثبت، يروي عَن أبي حنيفَة، وكَانَ من أَقْرَان ابْن الْمُبَارك في الْعلم وَالسّن، وعاش بعده مدة. وكان ثقة صاحب سنة، توفي سنة اثْنَتَيْنِ وَتِسْعين وَمِائَة.

## روايته للحديث النبوي
- روى عن: إسماعيل بن أبي خالد، والجعيد بن عبد الرحمان ، والحسين بن ذكوان المعلم، وحسين بن واقد، وحنظلة بن أبي سفيان الجمحي، وأبي عصام خالد بن عبيد العتكي، وخثيم بن عراك بن مالك، وداود بن أبي هند، وسعيد بن عبيد الطائي، وسفيان الثوري، وسلمة بن وردان، وسليمان الأعمش، وشريك بن عبد الله، وصالح بن أبي جبير، وطلحة بن يحيى بن طلحة بن عبيد الله، وعائد بن شريح، وعبد الله بن سعيد بن أبي هند، وعبد الله بن عمر العمري، وعبد الله بن كيسان المروزي، وعبد الحميد بن جعفر الأنصاري، وعبد الملك بن جريج، وعبد المؤمن بن خالد الحنفي، وعبيد الله بن عبد الله أبي المنيب العتكي، وعبيد الله بن عمر العمري، وعثمان بن الأسود، والعلاء بن خالد بن وردان الحنفي، وعيسى بن عبيد الكندي، والفرج بن فضالة، وفضيل بن غزوان، وفطر بن خليفة، والمثنى بن الصباح، ومحمد بن عمرو بن علقمة، وأبي حمزة محمد بن ميمون السكري، ومعروف ابن خربوذ، ومعمر بن راشد، وأبي حنيفة النعمان، وهشام بن عروة، والوليد بن دينار، ويزيد بن زياد بن أبي الجعد، وأبي فروة يزيد بن سنان الجزري، ويزيد بن طهمان، ويزيد بن عقبة العتكي المروزي، ويونس بن أبي إسحاق.
- روى عنه: أبو إسحاق إبراهيم بن إسحاق الطالقاني، وإبراهيم بن شماس السمرقندي، وإبراهيم بن عبد الله بن حاتم الهروي، وإبراهيم بن موسى الرازي الفراء، وإسحاق بن راهويه، وبشر بن الحكم النيسابوري، والجارود بن معاذ الترمذي ، وحامد بن آدم المروزي، وأبو عمار الحسين بن حريث، والحسين بن الضحاك، وزكريا بن يحيى زحمويه الواسطي، وأبو إسحاق سعد بن يزيد الهمداني الفراء، وسعيد بن سليمان الواسطي، وصدقه بن الفضل المروزي، وعامر ابن خداش الضبي النيسابوري، وعبدة بن سليمان المروزي، وعبدة بن عبد الرحيم المروزي، وعتبة بن عبد الله اليحمدي، وعلي ابن حجر السعدي ، وعلي بن خشرم المروزي، وعمرو ابن رافع القزويني، ومحمد بن الأزهر الجوزجاني، ومحمد بن الحصيب بن حمزة بن سليمان بن الأزهر الجوزجاني، ومحمد بن الحصيب بن حمزة بن سليمان بن بريدة بن الحصيب الأسلمي المروزي، ومحمد بن حميد الرازي، ومحمد بن الصباح الدولابي، ومحمد بن عبد العزيز بن أبي رزمة، وأبو يحيى محمد بن يحيى بن أيوب القصري المروزي، ومحمد بن آدم المروزي، ومحمد بن سليمان البلخي، ومحمود بن غيلان المروزي، ومعاذ بن أسد المروزي، ومنير بن القاسم، ونعيم بن حماد الخزاعي، وهدية ابن عبد الوهاب المروزي، وهشام بن عبيد الله الرازي، ويحيى ابن أكثم، ويعمر بن بشر، ويوسف بن عيسى المروزي.[3]

## الجرح والتعديل
أقوال العلماء فيه:
- قال أبو حاتم الرازي: «صدوق صالح».
- ذكره أبو حاتم بن حبان البستي في الثقات.
- قال أبو عبد الله الحاكم النيسابوري: «عالي الإسناد، إمام من أئمة عصره في الحديث، وثقة».
- قال أبو نعيم الفضل بن دكين: «هو أثبت من ابن المبارك، ومرة: كان والله عاقلا لبيبا».
- قال ابن حجر العسقلاني: «ثقة ثبت وربما أغرب، وقال مرة: أحد الثقات».
- قال الذهبي: «ثبت حافظ».
- قال علي بن المديني: «ثقة ربما أغرب، ومرة: روى مناكير».
- قال محمد بن إسماعيل البخاري: «ثقة».
- قال محمد بن سعد كاتب الواقدي: «ثقة».
- قال محمد بن عبد الله المخرمي: «الثقة».
- قال مصنفوا تحرير تقريب التهذيب: «ثقة ثبت، وقوله ربما أغرب تفرد بها علي ابن المديني».
- قال وكيع بن الجراح: «ثبت، ومرة: أعرفه ثقة صاحب سنة».
- قال يحيى بن معين: «ثقة».